# Louis-Pierre Baltard
Pour les articles homonymes, voir Baltard.
 (juillet 2017).
Louis-Pierre Baltard, né le 9 juillet 1764 à Paris et mort le 22 janvier 1846 dans la même ville, est un architecte, graveur et peintre français.
Il est le père de l'architecte Victor Baltard.

## Biographie
À l'origine graveur paysagiste, c'est lors d'un voyage en Italie en 1786, qui dura deux ans, que Louis-Pierre Baltard se découvre une passion pour l'architecture. Il commence sa nouvelle carrière en s'appuyant sur sa réputation de graveur et devient l’un des architectes les plus réputés de la génération néo-classique. Il a beaucoup travaillé sur l'architecture carcérale. Il est l'élève d'Antoine-François Peyre à l'Académie royale d'architecture et travaille aux projets d'embellissement de Paris demandés par Louis XVI.
Il fit comme engagé volontaire quelques-unes des campagnes de la Révolution, devint successivement professeur d'architecture à l’École polytechnique en 1796, puis à l’École des beaux-arts en 1818, architecte du Panthéon et des prisons, membre du Conseil des bâtiments civils et des travaux publics. Il fut en 1801 l'un des fondateurs de la Société d’encouragement pour l’industrie nationale.
Il est inhumé au cimetière du Montparnasse (division 18).

## Gravure
Il a gravé de nombreuses planches, soit au burin, soit à l'eau-forte ou à l'aquatinte :
- Vues des monuments de Rome (1801) ;
- Voyage dans la Basse et Haute-Égypte pendant les campagnes du général Bonaparte par Vivant Denon (1802) ;
- Paris et ses monuments (1803) ;
- Voyage en Espagne par Alexandre de Laborde (1806) ;
- Colonne de la Grande Armée (1810) ;
- Voyage en Espagne d'Alexandre de Laborde, Voyage à Thèbes de Frédéric Cailliaud, Antiquités de la Nubie de François-Christian Gau, Grands prix d'architecture, collection continuée par son fils.

Louis-Pierre Baltard est présent au catalogue de la chalcographie du musée du Louvre.

## Peinture
- Projet de monument commémoratif de l’assassinat des ministres plénipotentiaires à Rastadt le 28 avril 1799, huile sur toile, musée de la Révolution française.

## Architecture
Louis-Pierre Baltard et Jean-Baptiste Rondelet ont été candidats au concours pour la transformation du Panthéon de Paris en « temple de la Gloire ». En 1813, à la mort de Alexandre-Théodore Brongniart, Baltard postule pour achever le Palais Brongniart. Il ne sera pas retenu.
- Chapelle de la prison Sainte-Pélagie, Paris.
- Infirmerie et chapelle de la prison Saint-Lazare, Paris (1834) réaménagées pour accueillir la médiathèque Françoise-Sagan en 2015
- Prison Saint-Joseph, Lyon, quartier de Perrache (1836)
- Palais de justice historique de Lyon (surnommé « Les 24 colonnes »), Lyon, sur les quais de la Saône (1842)

## Publications
- Louis-Pierre Baltard, Architectonographie des prisons, ou Parallèle des divers systèmes de distribution dont les prisons sont susceptibles, selon le nombre et la nature de leur population, l'étendue et la forme des terrains, Paris, 1829, 35 p. (OCLC 22295063, BNF 30050658), lire en ligne sur Gallica.Dans cet ouvrage, le premier consacré à l'architecture des prisons par un architecte français, Baltard présente différents plans de prisons françaises et étrangères ainsi que ses propres modèles. Il prône l'hygiénisme et la composition en quartiers distincts.